# フランスのノルマンディー侵攻 (1202年-1204年)
ノルマンディー侵攻戦争( Normandy Campaigns) とは、1202年から1204年にかけてノルマンディー地方で発生したフランス・ブルターニュ連合とイングランドとの戦争である。この戦争の発端は、獅子心王ことイングランド王リチャード1世の死去後、イングランド王位をめぐり2人の王族が王位継承をめぐり争ったことであり、これにフランス王フィリップ2世が加担したことでイングランド・フランスの国家間対立に発展した。この戦争でイングランド王国はフランス王国や配下のフランス貴族らの反乱と対峙し2年に渡り戦闘を繰り広げた。戦争終盤、ガイヤール城包囲戦の結果イングランドは破れ、フランス王フィリップ2世がノルマンディー地方を併合したことで戦争は終結した。結果、アンジュー帝国の領土は著しく減少し、大陸におけるイングランドの領地はアキテーヌを残すのみとなった。

## 背景
1199年4月6日、イングランド王リチャード1世が亡くなった。リチャードの没後、イングランド王位を継承すべき王族は2人存在した。ジョンとアルテュール1世である。ジョンは前王リチャード1世の父、ヘンリー2世の嫡子であり、アルテュールは同じくヘンリー2世の息子ジョフロワ2世の息子、つまりヘンリー2世の孫であったことがそれぞれの主張であった。当時の法には、相反する王位継承権の主張が存在する場合の正式な王位継承方法が取り決められていたが、それは地域によって異なった。そして不運なことに、ノルマン法の解釈ではジョンが正式なイングランド王であると、またアンジュー法の解釈ではアルテュールが正式な王位継承者であると認められてしまい、両者は王位をめぐって対立することになった。この対立はイングランド・フランスに広がり、地域紛争へと発展した。前者ジョンは、ノルマン・イングランドの貴族の大部分に支持され、ウエストミンスターにて戴冠式を実施し、イングランド王の座に就いた。後者アルテュールはブルターニュ・メーヌ、そしてアンジューの大多数の貴族に加え、イングランド王国の大陸領(=アンジュー帝国)の壊滅を企んでいたフランス王フィリップ2世の支援を受けてジョン側に対抗した。アルテュール率いるブルターニュ軍はロワール渓谷より北進しアンジェに、フィリップ2世率いるフランス軍は渓谷より南進しトゥール (アンドル＝エ＝ロワール県)にそれぞれ進軍し、フランスに広がるアンジュー帝国領を南北に分断せんと試みた。
　ノルマンディーでの戦争の中でキーポイントとなったのは、

①ノルマンディー地域における諸城の防御力

②ノルマンディー地域での軍事遠征に掛かる軍事資金の増加
の２つである。
①に関して…

ノルマンディー地域はもともと地形的に守りにくい地域であったが、リチャード1世らによりガイヤール城をはじめとする多くの堅城が戦術的に重要な場所に築かれ、城のメンテナンスも莫大な費用をかけて行われていた。それゆえにフランス・ブルターニュ側は、容易にイングランドの守るノルマンディーに侵攻することができず、フランス側によるノルマンディー侵攻はなかなか進まなかった。
②に関して…

この頃の軍団は、国内の諸地域からの徴兵された兵士たちと、軍資金によって国外から雇われた傭兵たちといった、2種類の兵士によって構成されていた。徴兵によって召集された徴募兵は、決められた一定期間しか軍務に就くことができず、また流動的な状況に対して柔軟に対応することも困難であった。それに比べて傭兵は、状況の変化に応じて柔軟に対応することができ、年中軍務に就くことが可能であった。しかしながら徴募兵と比べて格段に金が掛かった。

## ル・グレ条約
1200年、イングランド王ジョンはフランス王フィリップ2世とル・グレ条約を締結した。この条約はフランスの勝利に基づくフランス側が有利な講和条約であり、ノルマンディーにおける英仏両国間の紛争を終結させ、ノルマンディーにおける国境を確定した。また大陸領におけるジョン王の立場をフランス王を宗主下とすることも取り決められた。しかしながら、この講和は2年しか続かなかった。1200年8月、ジョンはフランス貴族の娘イザベラ・オブ・アングレームと新たに結婚することを決めたのち、再びフランスとの戦争を開始した。イザベルと再婚するために、ジョンは当時の妃であったイザベル・オブ・グロスターと離婚した。イザベラとの結婚によりアングレームという、ポワトゥーとガスコーニュを結ぶ戦略的に重要な地域を得たジョン王は、フランス南西部のイングランド領アキテーヌに対する影響力を強めることに成功した。
しかしながら、ジョンと結婚したイザベラはなんと、ポワトゥーにおける重要な貴族、ユーグ10世・ド・リュジニャンと婚約の身であったのだ。ユーグ10世とは、ノルマンディー東部の極めて重要な地域ウー伯領を領地とするラウール1世・ド・リュジニャンの弟である 。ジョンがイザベラとの結婚で戦略的に重要な場所を手に入れたのと同時に、ジョンは、アキテーヌへの重要な補給ルートを領していたリュジニャン家とイングランド王家との良好な関係を脅かしてしまったのだった。さらにジョンは、リュジニャン家を軽視し、この事件に対する補償・補填を一切しなかったという。このジョンの横暴にリュジニャン家は激怒し、宗主イングランド王ジョンに対して反乱を起こした。しかし、敢えなくリュジニャン家の反乱は鎮圧され、ウー伯ラウール1世もまた、ジョン王からの圧力に苦しめられた。
当時のジョン王はポワトゥー伯も兼任していたため、リュジニャン家からするとジョンは正式な上級君主であったものの、ジョン王は大陸ではフランス王フィリップ2世の宗主下に置かれていたため、リュジニャン家はジョン王の封建領主、フランス王フィリップに対してジョン王の横暴を報告し、支援を求めることも法的には可能であった 。そして1201年、ユーグ10世はフィリップ2世に対してジョン王の横暴(無理矢理な結婚)を訴え、裁きを求めた。フィリップ2世は1202年、ユーグ10世の報告を受け、ル・グレ条約の規約に基づいて、ジョン王に対してパリの裁判所に出頭するよう命じた。一方のジョン王は、大陸領における自身の立場を、フランス王が主催する裁判に出席することで貶めたくなかったがために、フィリップ2世の出頭要請を拒否した。ジョン王は、自身はノルマンディー公であり、ノルマンディー公は特別にフランス王の裁判所に出頭する義務が免除されていると主張したのだった 。これに対し、フィリップ2世は、今回の出頭命令はノルマンディー公としてではなく、ポワトゥー伯として命令しているために、特別な出頭義務の免除は存在しないと返答したという。それでもジョン王はフランス裁判所に出頭することはなく、フィリップ2世はついにジョン王に対して宣戦布告をした。ジョン王の封建領主としての義務を全うしなかったことに対する報復として戦争が開始された。

## 戦闘経過

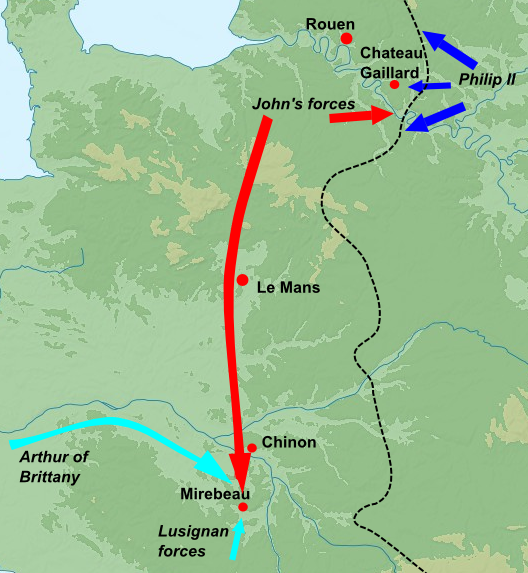
ミラボーの戦いの頃のフランス・イングランド両軍の動き
(赤がイングランド軍、青がフランス軍、水色がブルターニュ軍の動き)

戦争が開始されると、ジョンは前回(1199年)の戦争の時と同様に、守勢に徹した。会戦を避け、用心深く大陸領内の重要な城を堅く守備した 。しかしジョン王の軍事作戦は、戦争が進むにつれて秩序を欠き始めた。そしてフィリップ2世はイングランドの大陸領東部に向けて着実に進軍していた。1202年7月、ブルターニュ公アルテュール1世率いるブルターニュ軍がミラボー城を包囲した。ミラボー城にはジョン王の母、アリエノールが滞在しており、ジョン王は急遽家臣のウィリアム・ド・ロッシュ率いる傭兵部隊を援軍としてミルボーに差し向けた。このジョン王の機敏な対応にアルテュールは対応しきれず、1202年8月、ミラボーの戦いにてアルテュールはウィリアム率いるイングランド傭兵軍に敗れ、アルテュールと共にいた反乱軍首謀者は全てイングランド側に捕らえられた。この戦いにより、英仏間の南方戦線が危ういことを知ったフランス王フィリップ2世は、イングランド大陸領東部より軍を引き、南部方面に軍を進軍させイングランド軍の南進を抑えた。

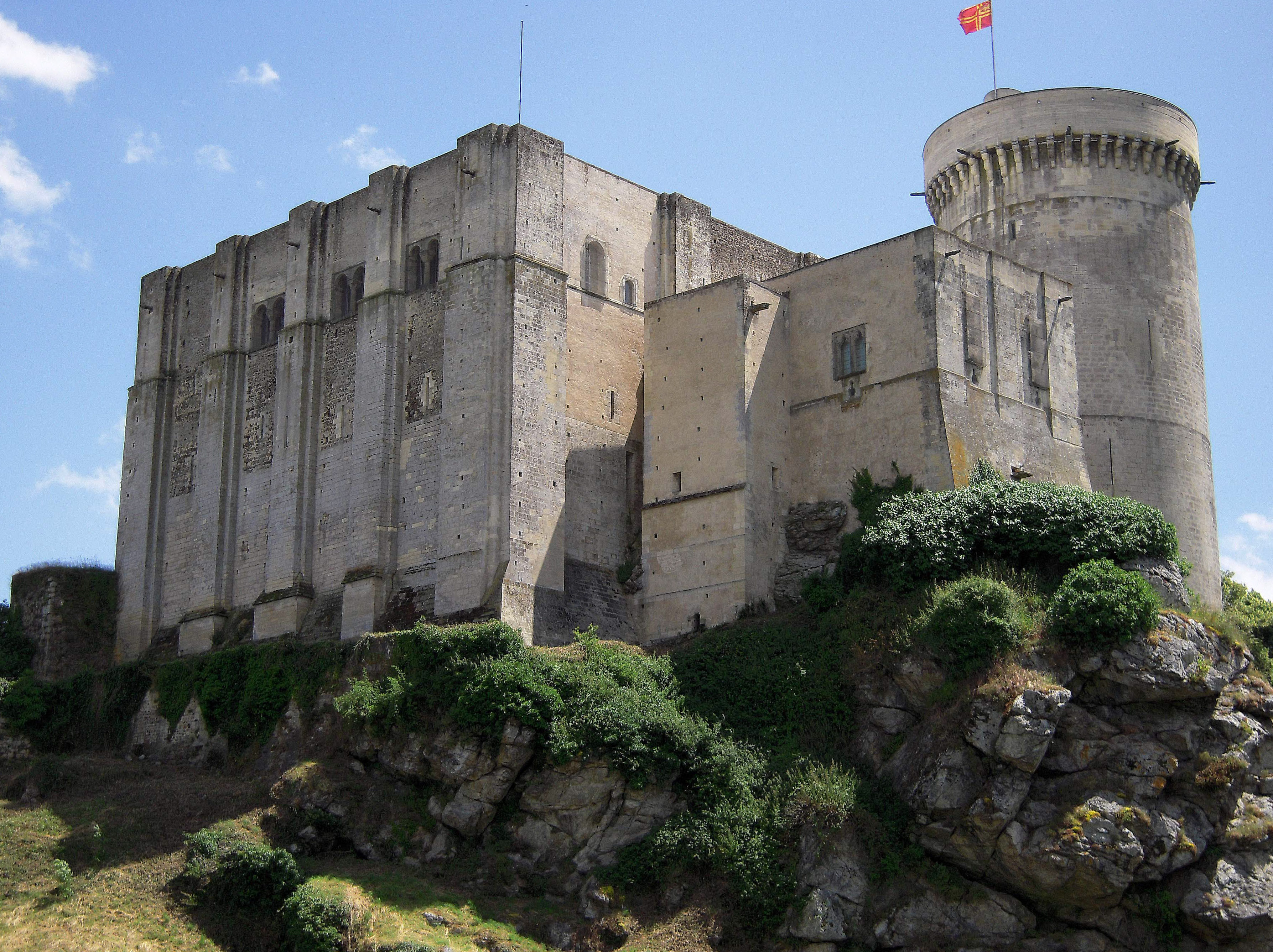
ミラボーの戦いの後、捕虜となったアルテュールが幽閉されたとされるファレーズ城

ミラボーの戦いの後、ジョンはフランス・ブルターニュに対して優勢となった。しかしながら、ジョン王は彼の大陸における有力な同盟者であるウィリアム・ド・ロッシュやミラボーにて手に入れた捕虜に対する扱いの酷さにより、その有利さを無にしてしまった。ロッシュはアンジューにおいて有力な貴族であったにもかかわらず、ジョンはロッシュのことをまともに相手をせず、ロッシュは屈辱的な思いをした。また捕虜の扱いも非道なものであり、22人もの捕虜が悪環境に耐えきれず亡くなった 。この頃、多くの貴族たちは婚姻関係を通じて密接に結びついていたため、このジョン王の横暴は到底受け入れられないものとして、彼らの親戚を通じて広く貴族たちの反感を買うこととなった 。この事件ののち、ロッシュを始めとするアンジュー・ブルターニュ地域におけるイングランド側の貴族たちはジョン王を見限り、フランス・フィリップ王に味方した。またブルターニュではイングランドに対する反乱も発生した。またこの頃、ジョン王の財政状況は脆いものであった。ジョン王が軍事にかけていた資金を考慮に入れると、圧倒的と言う訳ではなかったもののフィリップ王はより多くの資金を軍事にかけることができており、資金面ではイングランドより有利であったと言う。1202年から1203年にかけて、豊富な資金を元にフィリップ2世はノルマンディー公国ととフランス王国の国境線ラインに3,037人の軍団を配置した。その内訳は、257人の騎士、267人の騎乗守衛官、80人の騎乗クロスボウ兵、133人の徒歩クロスボウ兵、2000人の歩兵に加え、300人の傭兵で構成されており、この一団はCadoc という人物に率いられていた。この軍団はフランス王国の国境を守備し、ノルマンディーがのちにフランスに征服されたとき、解散された。
1203年より、ジョン王についていた地方領主たちが徐々にジョンの元を離れたことで、大陸におけるジョン王の軍事的行動は制限され始めた。彼は教皇、インノケンティウス3世に紛争の調停を要請したものの、うまくいかなかった 。ジョン王は徐々に不利になり、ミラボーの戦いの後捕囚し続けていたアルテュールを殺害し、潜在的なライバルを殺すことでブルターニュにおける反乱の可能性を無くそうとした。実際、アルテュールははじめはFalaise城にて捕囚されており、のちにRouen城に移されたとされているが、その後どうなったか分かっていない。現代の歴史家は、アルテュールはその後ジョンに暗殺されたと考えている 。アルテュール暗殺の噂は国中に拡がり、更なる地方領主の離脱を引き起こした。